# Салмасов, Павел Петрович
  Павел Петрович Салмасов (25 марта 1930 — 30 октября 2017, Уфа) — советский и российский художник, народный художник БАССР (1990), заслуженный художник РФ (2006).

## Биография
Павел Петрович Салмасов родился в 1930 году в селе Рудаково Череповецкого района Ленинградской области. В 1953 году окончил художественное отделение Уфимского училища искусств по классу заслуженного деятеля искусств РСФСР А. Э. Тюлькина.
С 1953 по 1955 годы жил в городе Сибае БАССР. С 1955 — в Уфе. Живописец, член Союза художников с 1961 года.
Заслуженный художник РФ (2006). Народный художник БАССР (1990).
Местонахождение произведений художника: Башкирский государственный художественный музей имени М. В. Нестерова (Уфа), Оренбургский областной музей изобразительных искусств, Удмуртский РМИИ (Ижевск), частные коллекции.

## Творчество
Павел Петрович Салмасов — мастер индустриального и сельского пейзажа: «Карьеры.  1958, Сибай», «Рудные отвалы» и другие.
Основные работы художника: Окно, х. м., 1958. Переславль Залесский, х. м., 1959. МАЗы идут, х. м., 1960. Холмы в цветах, х. м., 1962. День. Зима, х. м., 1962. Июнь. Сенокос, х. м., 1962. Новые дороги, х. м., 1964. Материнство, х. м., 1966. Хлеб зауральский, х. м., 1966. Зима, х. м., 1966. На новые земли, х. м., 1967. Утром, х. м., 1966—1967. Сентябрь, х. м., 1967. Конец страды, х. м., 1967. Зауралье, х. м., 1967. Утро. Новая деревня, х. м., 1970. Башкирский край. Ирендык, х. м., 1973—1974. В теплице химзавода, х. м., 1974. Озерный край. Доярки, х. м., 1972—1974. В нефтяном крае, х. м., 1974. Отдых, х. м., 1974. Поздней осенью, х. м., 1974. В степи, х. м., 1974. Башкирский аул, х. м., 1974.
Известны акварельные работы художника из серии «Зауралье». «Материнство», «Утро хлебороба».
Фрески «Садам цвести» и «Спорт» в интерьере Дворца культуры нефтяников в г. Ишимбае БАССР, 1960 (совместно с М. А. Назаровым).
Керамическое панно «Нефтехимик» на торце здания Ново-Уфимского нефтеперерабатывающего завода, Уфа, 1965 (совместно с М. А. Назаровым, Б. Я. Палехой, Н. А. Русских).
Создал эскизы росписей интерьеров Дворца культуры завода «Синтезкаучук», г. Стерлитамак, 1967 (совместно с М. А. Назаровым).

## Выставки
- Республиканские, Уфа, с 1957 г. на всех, кроме молодёжных 1972 и 1976 гг.
- Декадная выставка произведений художников БАССР. Москва, Ленинград, 1969.
- Зональные выставки «Урал социалистический»: Свердловск, 1964; Пермь, 1967; Челябинск, 1969; Уфа, 1974.
- Выставка произведений художников БАССР, посвященная 100-летию со дня рождения В. И. Ленина, Ульяновск, 1970.
- Выставка произведений художников 3-х зон, Москва, 1971.
- Выставка произведений художников автономных республик РСФСР, Москва, 1971.
- Выставка произведений художников БАССР в связи с декадой башкирского искусства в Кара-Калпакской АССР, Нукус, 1976.
- Всесоюзная художественная молодёжная выставка, посвященная 40-летию ВЛКСМ, Москва, 1958.
- Всероссийская художественная выставка «Советская Россия», Москва, 1960.